# Schuiski (Adelsgeschlecht)

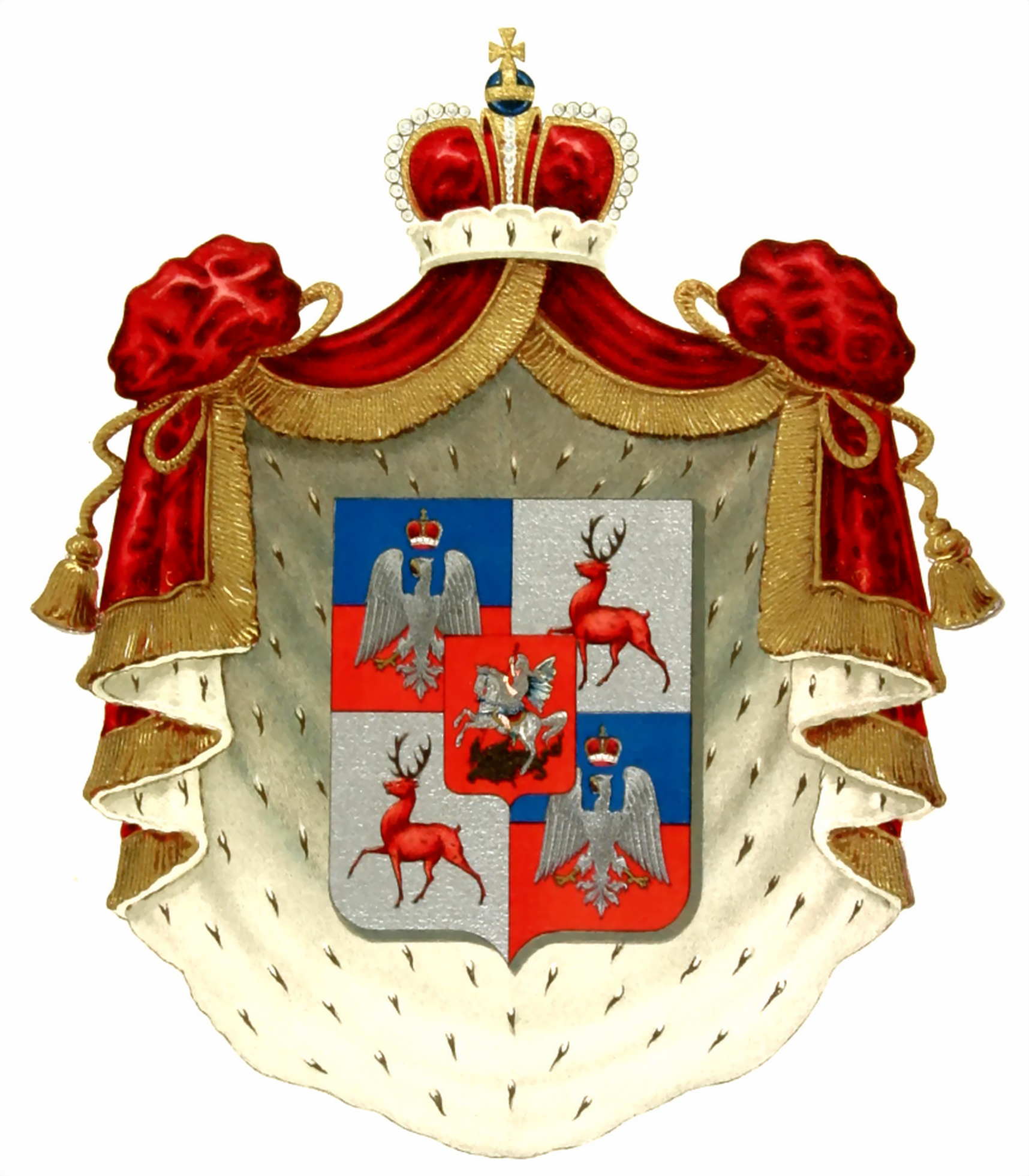
Das Wappen des Hauses Schuiski

Die Fürsten Schuiski (russisch Шуйский, Mehrzahl Шуйские) waren ein russisches Adelsgeschlecht, das zu den Rurikiden gehörte. Ein Seitenzweig der Fürsten Schuiski existiert bis heute in Polen unter dem Namen Szujski.

## Geschichte
Sie entstammten den Großfürsten von Nischni Nowgorod-Susdal und Andrei II. von Wladimir-Susdal. Nachdem ihr Fürstentum im 15. Jahrhundert dem Großfürstentum Moskau angegliedert wurde, führten sie den Namen Schuiski nach der Stadt Schuja, in der sie residierten. In den folgenden Jahrhunderten gehörten die Fürsten Schuiski zum namhaftesten Hochadel des Russischen Reiches und bekleideten wichtige Ämter in der Verwaltung und beim Militär. Sie galten als das ranghöchste Geschlecht der Rurikiden nach den Moskauer Großfürsten und als Thronanwärter im Falle des Aussterbens der letzteren. 
Nachdem dieser Fall 1598 eintrat, stellten sie mit Wassili IV. zwischen 1606 und 1610 inmitten der Zeit der Wirren den russischen Zaren und den letzten Rurikiden auf dem Moskauer Thron. Zu den weiteren in Russland bekannten Vertretern der Schuiskis zählen der Statthalter von Nowgorod Wassili Wassiljewitsch Schuiski, Iwan Schuiski, der Leiter der Verteidigung von Pskow gegen Stephan Báthory in den Jahren 1580–1581, sowie Michail Skopin-Schuiski, der während der Zeit der Wirren gegen Pseudodimitri II. sowie gegen die polnisch-litauischen Besatzer kämpfte.